# Copa ULEB 2011-12
La Copa ULEB 2011-12 és la desena edició de la segona competició europea de clubs de bàsquet a Europa. L'organització de l'esdeveniment va a càrrec de la Unió de Lligues Europees de Basquetbol.

## Fase Prèvia

### Primera Ronda de classificació
27/28 de setembre i 4/5 d'octubre de 2011.
| Partit | Equip 1            | Resultat global | Equip 2             | Resultat anada | Resultat tornada |
| ------ | ------------------ | --------------- | ------------------- | -------------- | ---------------- |
| 1      | BC Azovmaix        | 153-140         | BK Ventspils        | 74-75          | 79-65            |
| 2      | Gran Canaria 2014  | 153-121         | Artland Dragons     | 61-56          | 92-65            |
| 3      | Dexia Mons-Hainaut | 144-141         | Beşiktaş JK         | 70-78          | 74-63            |
| 4      | KK Cedevita        | 157-147         | Élan Chalon         | 73-78          | 84-69            |
| 5      | Le Mans Basket     | 160-151         | Pınar Karşıyaka     | 80-73          | 80-78            |
| 6      | BC Oostende        | 168-139         | Norrköping Dolphins | 88-62          | 80-77            |
| 7      | BK Spartak SP      | 143-123         | ETHA Engomis        | 60-59          | 83-64            |
| 8      | BK Prostějov       | 142-157         | Lukoil Academic     | 65-70          | 77-87            |

## Fase de grups

### Grup A
| Equip               | PJ | PG | PP | PF  | PC  | DP  |
| ------------------- | -- | -- | -- | --- | --- | --- |
| BCM Gravelines      | 6  | 5  | 1  | 517 | 430 | +87 |
| BC Donetsk          | 6  | 5  | 1  | 463 | 443 | +20 |
| Hapoel Jerusalem BC | 6  | 2  | 4  | 463 | 493 | -30 |
| KK Cibona           | 6  | 0  | 6  | 456 | 533 | -77 |

### Grup B
| Equip                | PJ | PG | PP | PF  | PC  | DP  |
| -------------------- | -- | -- | -- | --- | --- | --- |
| Khimki BC            | 6  | 6  | 0  | 480 | 398 | +82 |
| BC VEF Rīga          | 6  | 3  | 3  | 436 | 444 | -8  |
| Cholet Basket        | 6  | 2  | 4  | 389 | 428 | -39 |
| PAOK Thessaloniki BC | 6  | 1  | 5  | 417 | 452 | -35 |

### Grup C
| Equip           | PJ | PG | PP | PF  | PC  | DP   |
| --------------- | -- | -- | -- | --- | --- | ---- |
| ČEZ Nymburk     | 6  | 5  | 1  | 498 | 424 | +74  |
| Aris BC         | 6  | 4  | 2  | 431 | 397 | +34  |
| BC Rūdupis      | 6  | 3  | 3  | 487 | 485 | +2   |
| GasTerra Flames | 6  | 0  | 6  | 391 | 501 | -110 |

### Grup D
| Equip                   | PJ | PG | PP | PF  | PC  | DP  |
| ----------------------- | -- | -- | -- | --- | --- | --- |
| ASVEL Lyon-Villeurbanne | 6  | 4  | 2  | 459 | 426 | +33 |
| PE València             | 6  | 4  | 2  | 487 | 447 | +40 |
| BC Oostende             | 6  | 2  | 4  | 415 | 454 | -39 |
| Lukoil Academic         | 6  | 2  | 4  | 400 | 434 | -34 |

### Grup E
| Equip               | PJ | PG | PP | PF  | PC  | DP  |
| ------------------- | -- | -- | -- | --- | --- | --- |
| Banvit BK           | 6  | 4  | 2  | 421 | 397 | +24 |
| PBC Lokomotiv-Kuban | 6  | 4  | 2  | 431 | 399 | +32 |
| CB Gran Canaria     | 6  | 4  | 2  | 416 | 405 | +11 |
| Frankfurt Skyliners | 6  | 0  | 6  | 362 | 429 | -67 |

### Grup F
| Equip                 | PJ | PG | PP | PF  | PC  | DP   |
| --------------------- | -- | -- | -- | --- | --- | ---- |
| BC Lietuvos Rytas     | 6  | 6  | 0  | 478 | 370 | +108 |
| KRKA Novo Mesto       | 6  | 4  | 2  | 434 | 421 | +13  |
| Le Mans Sarthe Basket | 6  | 1  | 5  | 392 | 464 | -72  |
| Azovmaix Mariúpol     | 6  | 1  | 5  | 404 | 453 | -49  |

### Grup G
| Equip                   | PJ | PG | PP | PF  | PC  | DP  |
| ----------------------- | -- | -- | -- | --- | --- | --- |
| Spartak Sant Petersburg | 6  | 6  | 0  | 477 | 401 | +76 |
| Benetton Treviso        | 6  | 3  | 3  | 478 | 476 | +2  |
| FC Bayern de Múnic      | 6  | 2  | 4  | 404 | 436 | -32 |
| KK Cedevita             | 6  | 1  | 5  | 413 | 459 | -46 |

### Grup H
| Equip              | PJ | PG | PP | PF  | PC  | DP  |
| ------------------ | -- | -- | -- | --- | --- | --- |
| ALBA Berlín        | 6  | 5  | 1  | 485 | 421 | +64 |
| KK Budućnost       | 6  | 3  | 3  | 416 | 425 | -9  |
| Dexia Mons-Hainaut | 6  | 2  | 4  | 445 | 463 | -18 |
| Turów Zgorzelec    | 6  | 2  | 4  | 446 | 483 | -37 |

## Top 16

### Grup I
| Equip          | PJ | PG | PP | PF  | PC  | DP  |
| -------------- | -- | -- | -- | --- | --- | --- |
| PE València    | 6  | 6  | 0  | 463 | 387 | +76 |
| ČEZ Nymburk    | 6  | 3  | 3  | 484 | 441 | +43 |
| BC VEF Rīga    | 6  | 3  | 3  | 432 | 456 | -24 |
| BCM Gravelines | 6  | 0  | 6  | 370 | 465 | -95 |

### Grup J
| Equip                   | PJ | PG | PP | PF  | PC  | DP  |
| ----------------------- | -- | -- | -- | --- | --- | --- |
| BC Donetsk              | 6  | 5  | 1  | 477 | 437 | +40 |
| Khimki BC               | 6  | 5  | 1  | 465 | 419 | +46 |
| ASVEL Lyon-Villeurbanne | 6  | 1  | 5  | 460 | 477 | -17 |
| Aris BC                 | 6  | 1  | 5  | 389 | 458 | -69 |

### Grup K
| Equip                   | PJ | PG | PP | PF  | PC  | DP  |
| ----------------------- | -- | -- | -- | --- | --- | --- |
| Spartak Sant Petersburg | 6  | 5  | 1  | 428 | 385 | +43 |
| KK Budućnost            | 6  | 3  | 3  | 397 | 398 | -1  |
| Banvit BK               | 6  | 3  | 3  | 430 | 428 | +2  |
| KRKA Novo Mesto         | 6  | 1  | 5  | 390 | 434 | -44 |

### Grup L
| Equip               | PJ | PG | PP | PF  | PC  | DP  |
| ------------------- | -- | -- | -- | --- | --- | --- |
| PBC Lokomotiv-Kuban | 6  | 4  | 2  | 466 | 452 | +14 |
| BC Lietuvos Rytas   | 6  | 4  | 2  | 468 | 443 | +25 |
| Benetton Treviso    | 6  | 3  | 3  | 447 | 451 | -4  |
| ALBA Berlín         | 6  | 1  | 5  | 433 | 468 | -35 |

## Quarts de final
20 i 27 de març de 2012.
| Partit | Equip 1                 | Resultat global | Equip 2           | Resultat anada | Resultat tornada |
| ------ | ----------------------- | --------------- | ----------------- | -------------- | ---------------- |
| 1      | PE València             | 156-138         | KK Budućnost      | 71-75          | 85-63            |
| 2      | BC Donetsk              | 145-154         | BC Lietuvos Rytas | 65-76          | 80-78            |
| 3      | Spartak Sant Petersburg | 154-135         | ČEZ Nymburk       | 68-64          | 86-71            |
| 4      | PBC Lokomotiv-Kuban     | 153-158         | Khimki BC         | 72-81          | 77-81            |

## Final Four
|  | Semifinals            | Semifinals |    |  | Final                | Final |  |
|  |                       |            |    |  |                      |       |  |
|  | 14 d'abril - Moscou   |            |    |  |                      |       |  |
|  | Khimki BC             | 77         |    |  |                      |       |  |
|  | Spartak S. Petersburg | 73         |    |  |                      |       |  |
|  |                       |            |    |  |                      |       |  |
|  |                       |            |    |  | 15 d'abril – Moscou  |       |  |
|  |                       |            |    |  | València Basket Club | 68    |  |
|  |                       | Khimki BC  | 77 |  |                      |       |  |
|  |                       |            |    |  |                      |       |  |
|  |                       |            |    |  |                      |       |  |
|  |                       |            |    |  |                      |       |  |
|  | 14 d'abril – Moscou   |            |    |  |                      |       |  |
|  | València Basket Club  | 80         |    |  |                      |       |  |
|  | BC Lietuvos Rytas     | 70         |    |  |                      |       |  |